# 295 (szám)
A 295 (római számmal: CCXCV) egy természetes szám, félprím, az 5 és az 59 szorzata.

## A szám a matematikában
A tízes számrendszerbeli 295-ös a kettes számrendszerben 100100111, a nyolcas számrendszerben 447, a tizenhatos számrendszerben 127 alakban írható fel.
A 295 páratlan szám, összetett szám, azon belül félprím, kanonikus alakban az 51 · 591 szorzattal, normálalakban a 2,95 · 102 szorzattal írható fel. Négy osztója van a természetes számok halmazán, ezek növekvő sorrendben: 1, 5, 59 és 295.
Középpontos tetraéderszám.
A 295 négyzete 87 025, köbe 25 672 375, négyzetgyöke 17,17556, köbgyöke 6,65693, reciproka 0,0033898. A 295 egység sugarú kör kerülete 1853,53967 egység, területe 273 397,10068 területegység; a 295 egység sugarú gömb térfogata 107 536 192,9 térfogategység.
A 295 helyen az Euler-függvény helyettesítési értéke 232, a Möbius-függvényé 1, a Mertens-függvényé −7.